# خنزير الدروك
الدَّرْوَك هو سلالة أقدم من الخنازير الأليفة. طُوِّرت السلالة في الولايات المتحدة وشكلت الأساس للعديد من الخنازير التجارية المختلطة. الدروك ذات لون بني محمر وأصفر ذهبي ذات هيكل كبير متوسطة الطول وعضلية وذات آذان متدلية جزئيًا. تميل إلى أن تكون واحدة من أقل سلالات الخنازير عدوانية من بين التي تُربَّى للحومها.